# 寺子川乡
寺子川乡，是中华人民共和国甘肃省定西市通渭县下辖的一个乡镇级行政单位。

## 行政区划
寺子川乡下辖以下地区：
窑坡村、王儿村、吊咀村、花亭村、郑阳村、谢黄村、寺子村、硖口村、中心村、董沟村、大营村、山坪村、董山村、凤凰村和长城村。